# Saint-Cloud

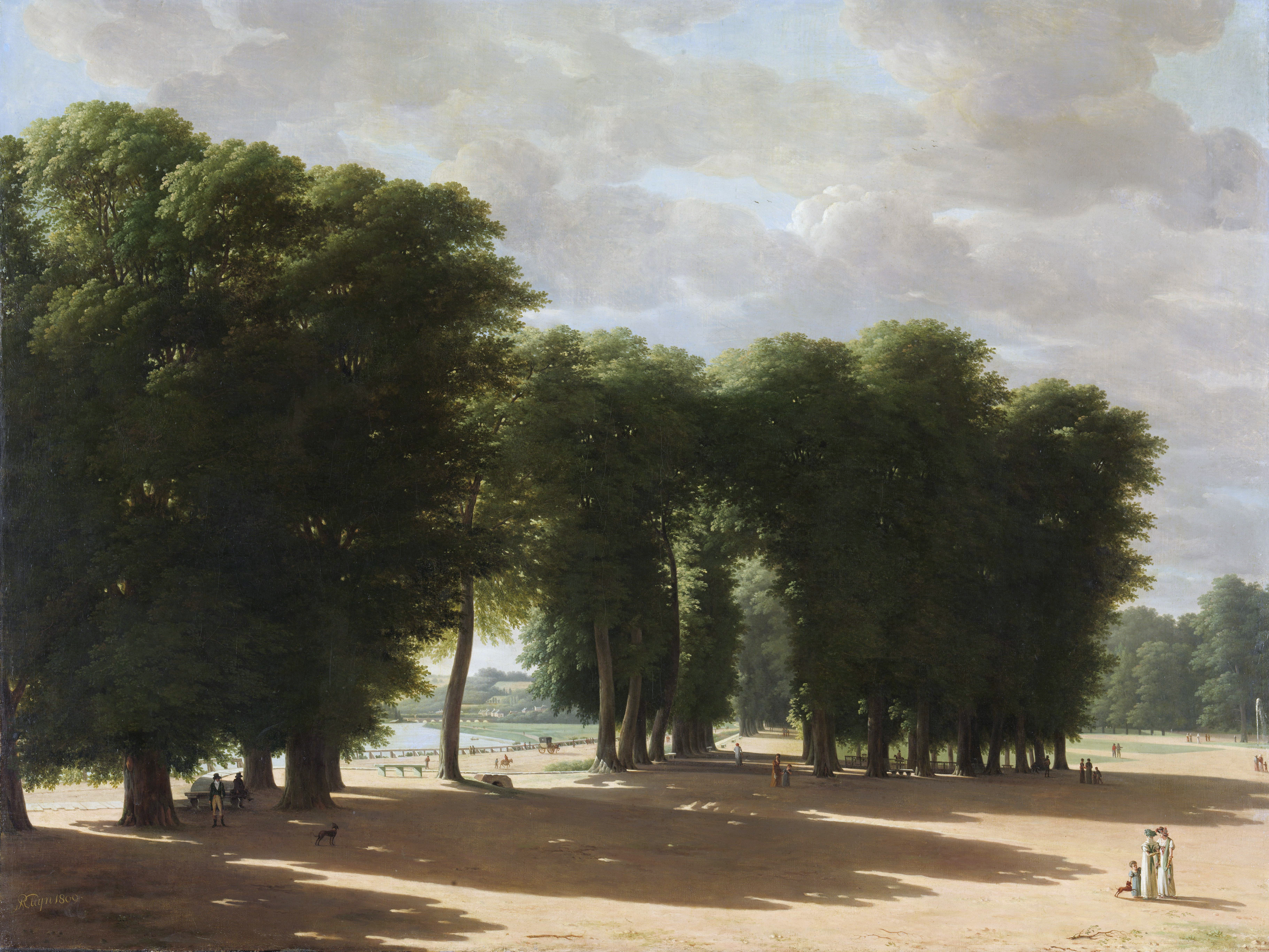
Veduta del parco di Saint-Cloud, Pieter Rudolph Kleyn, c. 1800.

Saint-Cloud è un comune francese di 30 214 abitanti situato nel dipartimento dell'Hauts-de-Seine nella regione dell'Île-de-France, noto per la presenza dell'omonimo castello.

## Geografia fisica
Parte dell'arrondissement di Boulogne-Billancourt, confina a nord con Suresnes, ad ovest con Rueil-Malmaison e Garches e a sud con Sèvres, Ville-d'Avray e Marnes-la-Coquette. Il suo limite orientale è la Senna, che separa il comune da Boulogne-Billancourt. 

## Storia

### Simboli
Lo stemma comunale si può blasonare:

## Monumenti e luoghi d'interesse
Vi si trova il sito del Castello di Saint-Cloud, distrutto nel 1870 e del quale rimangono solo alcuni edifici minori, ed il Parco di Saint-Cloud.
È stata qui edificata, nell'Avenue Clodoald, la famosa Villa dall'Ava, progettata dall'architetto olandese Rem Koolhaas.

## Società

### Evoluzione demografica
Abitanti censiti

## Cultura

### Istruzione
- Università di Paris-Nanterre

### Istituzioni, enti e associazioni
- Ospedale René-Huguenin

## Amministrazione

### Gemellaggi
- Frascati
- Courtrai
- Windsor and Maidenhead
- Bad Godesberg